# Tacca borneensis
Tacca borneensis là một loài thực vật có hoa trong họ Dioscoreaceae. Loài này được Ridl. miêu tả khoa học đầu tiên năm 1908.